# Otto Tausig
Pour les articles homonymes, voir Taussig.
Otto Heinz Tausig, né le 13 février 1922 à Vienne et mort le 10 octobre 2011 dans la même ville est un acteur, metteur en scène et scénariste autrichien.

## Biographie
Selon son autobiographie, il a sa première expérience de la scène à quatre ans en voyant Joséphine Baker au Johann Strauss-Theater. Un soir, elle le fait monter sur scène, ce qui effraie le petit garçon. Quand il a 13 ans, il essaie de s'inscrire à une école de théâtre qui le refuse à cause de son âge.
En 1938, au moment de l'Anschluss, ses parents l'envoient dans un Kindertransport en Grande-Bretagne où il travaille comme ouvrier agricole et à l'usine. Sa mère, la cuisinière Franziska Tausig (de), fuit à Shanghai et parvient à libérer son mari envoyé en camp de concentration et à le ramener auprès d'elle ; il meurt de la tuberculose pendant le voyage. Otto Tausig est interné en tant qu'étranger ennemi (de). Au cours des deux années passées dans plusieurs camps, il fait la connaissance du poète Kurt Schwitters. Après sa sortie de l'internement, il va à Londres, où il travaille comme serrurier le jour et le soir pour la revue satirique du Free Austrian Movement (de) à côté de Jura Soyfer (de) notamment.
Après la fin de la Seconde Guerre mondiale, Otto Tausig revient en Autriche en 1946 ; entre-temps, il s'est marié et est devenu communiste. Il suit une formation au Max Reinhardt Seminar. En 1948, il commence sa carrière d'acteur, metteur en scène et régisseur général au Neue Theater in der Scala (de). À la suite du boycott de Bertolt Brecht en 1956, le théâtre ferme et les acteurs de l'ensemble de tendance communiste ont du mal à pouvoir faire leur métier. Tausig vient à Berlin-Est, au Deutsches Theater et à la Volksbühne. Il devient scénariste de courts métrages satiriques avec Das Stacheltier, produits par la DEFA. Oppressé par l'État, il abandonne le parti et participe aux manifestations contre le déploiement de missiles à l'est comme à l'ouest.
En 1960, Tausig rejoint le Schauspielhaus de Zurich puis devient acteur et metteur en scène indépendant. En 1970, il est engagé par Gerhard Klingenberg pour faire partie du Burgtheater où il reste jusqu'en 1983. Il fonde un groupe d'Amnesty International en faveur des acteurs et des artistes persécutés politiques, faisant une campagne pour Václav Havel.
Après cet engagement, il travaille à nouveau comme artiste indépendant dans des salles germanophones. Il développe sa carrière au cinéma et à la télévision et est professeur au Max Reinhardt Seminar. Il met fin à sa carrière au théâtre en 1999.
Au théâtre, il joue essentiellement des rôles tragicomiques. Il est réalisateur et scénariste pour 70 productions. En 2009, il reçoit le prix Nestroy pour l'ensemble de sa carrière.
Otto Tausig s'engage dans l'aide au développement, en particulier de projets culturels. À la fin des années 1980, il fait don de ses revenus d'engagement puis de sa pension au Burgtheater.

## Filmographie

### Cinéma
- 1956 : Gasparone
- 1967 : Kurzer Prozess
- 1976 : Bomber & Paganini
- 1976 : Fluchtversuch
- 1982 : Den Tüchtigen gehört die Welt
- 1989 : Nocturne indien
- 1990 : Abrahams Gold
- 1994 : Auf Wiedersehen Amerika
- 1994 : La Reine Margot
- 1997 : Die Schuld der Liebe
- 1998 : Black Flamingos – Sie lieben euch zu Tode
- 1998 : Place Vendôme
- 2001 : Old Love
- 2001 : Nobel
- 2002 : La Dernière Fête de Jedermann
- 2002 : Gebürtig
- 2002 : La Nuit d'Epstein
- 2002 : Supertex
- 2005 : Familles à vendre
- 2007 : Love Comes Lately
- 2009 : Das Vaterspiel (de)
- 2009 : Berlin 36

### Télévision

#### Téléfilms
- 1963 : Kean
- 1964 : Professor Bernhardi
- 1965 : Die letzten Tage der Menschheit
- 1966 : Der Heiratsschwindler heiratet
- 1968 : Tragödie auf der Jagd
- 1968 : Spaghetti
- 1968 : Theaterg’schichten
- 1968 : Frühere Verhältnisse
- 1969 : Fink und Fliederbusch
- 1969 : Was kam denn da ins Haus?
- 1971 : Chopin-Express
- 1973 : Die Biedermänner
- 1975 : Die Insel der Krebse
- 1979 : Der Idiot im Hintergrund
- 1980 : Keine Leiche ohne Lilli
- 1980 : Egon Schiele
- 1986 : Die Lokomotive
- 1988 : Le Roi de la bière
- 1988 : Herbst in Lugano
- 1996 : Hofrat Geiger (de)
- 1996 : Das Geständnis
- 2000 : Hirnschal gegen Hitler
- 2001 : Zwölfeläuten
- 2005 : Un enfant pour deux
- 2006 : Prince Rodolphe : l'héritier de Sissi
- 2008 : La Mère Noël (de)
- 2011 : La Lumière des étoiles
- 2011 : La Mélodie du destin (de)

#### Séries télévisées
- 1973 : Tatort: Frauenmord (de)
- 1974 : Hallo – Hotel Sacher … Portier! – Die Schwestern
- 1974 : Okay S.I.R. – Falsche Tasten
- 1974 : Telerop 2009 – Es ist noch was zu retten – Fortschritt verboten
- 1976–1977 : Die Alpensaga (de)
- 1978 : Tatort - épisode : Mord im Krankenhaus
- 1979 : Locker vom Hocker
- 1981 : Tatort - épisode : Mord in der Oper
- 1988 : Heiteres Bezirksgericht
- 1988 : Großstadtrevier – Kälteeinbruch
- 1990 : Hessische Geschichten – Der hessische Gaul / Die dicksten Freunde / Die Macht des Gesangs
- 1990 : Tatort - épisode : Seven Eleven
- 1992 : Warburg, le banquier des princes
- 1992–1994 : Unsere Hagenbecks (25 épisodes)
- 1995 : The Wanderer (2 épisodes)
- 1999 : Rex, chien flic - épisode : Le secret de la confession (saison 5)
- 2004 : Schimanski – Das Geheimnis des Golem
- 2004 : Rex, chien flic - épisode : La coupe est pleine (saison 9)
- 2006 : Schlosshotel Orth – Das Erbe
- 2006 : Trautmann – Bumerang
- 2009 : SOKO Donau – Die grauen Männer
- 2010 : Bloch – Verfolgt

## Distinctions
- 1997 : Prix Bruno-Kreisky
- 2009 : Prix Nestroy de Théâtre pour l'ensemble de sa carrière